# Макс Хавелар
Макс Хавелар, или Лицитација кафе Низоземског трговачког друштва (хол. Max Havelaar, of de koffi-veilingen der Nederlandsche Handel-Maatschappy) најпознатије је дело Едварда Даувеса Декера које је објавио под псеудонимом Мултатули 1860. године. Овај роман је Мултатули написао за три недеље, након повратка из Холандске Индије. Роман је 2002. године проглашен за најзначајније литерарно остварење на низоземском језику. Преведен је на преко 30 језика.

## Историјска позадина
Почетком 19. века, због економског неуспеха ВОЦ-а, контролу над Холадском Индијом добија холандска влада. У циљу повећања прихода, холандска колонијална влада применила је низ мера које се називају култивацијски Систем (хол: Cultuurstelsel). Индонежани су морали да узгајају храну за којом је у Европи била велика потражња, као што су шећер и кафа. Кафа је касније била продавана на великим берзама у већим градовима Холандије. Такође су увели и порезе које локално становништво није било у стању да исплати. Холанђани су почели да злоупотрељују своју колонијалну моћ, посебно на острвима Јава и Суматра. То је довело до великог сиромаштва и гладовања локалног народа.

## Структура
Роман „Макс Хавелар“ има полифону структуру и почиње као писаније Батавуса Дрохстопела, амстердамског трговца кафом, чијим је већ самим именом Мултатули указао на прототип холандског малограђанина и хипокрите. Дрохстопелово приповедање иницирано је случајним сусретом са старим школским другом Шалманом који му уручује своје рукописе са молбом да му помогне око објављивања.
Приповедање преузима роматични млади Штерн који је на пракси код Дрохстопела као син његовог пословног партнера из Немачке. Незадовољан Штерновим романтичарским тоном, Дрохстопел све чешће „упада“ у његово приповедање.
У првом лицу се оглашава и главни лик Шалмановог рукописа, Макс Хавелар, који ступа на сцецну постављењем за заменика гувернера у провинцији Лебак. Убрзо следи и његов сукоб са колонијалном администрацијом због њеног противзакониог заташкавања самовоље локалног владара коју Хавелар алиас сам Мултатули у складу са законом и својим осећањем части бескомпромисно разоткрива. Описи далјих догађаја добрим делом су заснивани на аутентичним Мултатулијевим актима и дописима.
На крају романа, аутор одбацује фиктивне ликове и композицију и лично се обраћа највишој инстанци коју прижељкује за публику: тадашњем холандском краљу Вилему III.

## Ликови

### Главни ликови

#### Макс Хавелар
Најпре се мора споменути да је Макс Хавелар веома компликована личност у књизи. Он се појављује кроз три лика – Шалман, Макс Хавелар и Мултатули. Ова три лика чине једну личност. Шалман је у ствари Макс Хавелар након свог повратка у Холандију. Мултатули је псеудоним Едварда Даувеса Декера, који је имао исту судбину као и Макс Хавелар у роману. Сва три лика представљају идеализовани аутопортрет Едварда Даувеса Декера.
Макс Хавелар има 35 година и холандске је националности. „Био је витак и имао је брзе покрете. Споља, његова кратка и покретна горња усна, и његове великеплаве очи које су (...) које су биле попут сна. (...) његова плава коса висила је глатко. " Хавелар је пре свега праведан човек, не жели ни у ком тренутку да учини неправду и чини све што може да помогне другима. Он је толико наклоњен истини и правди да због тога и упада у невоље. Такође је веома осетљив, марљив, интелигентан („Ниједна наука му није страна“). И његовим ставовима о животу, уметности, култури и љубави сазнајемо из разговора са Дуклари и Фербрухе током вечере. Он сматра да се нинакоме не сме извршити неправда.  Макс Хавелар је лик који се развија у току романа.

#### Батавус Дрохстопел
Батавус Дрохстопел је себичан и дрзак трговац. Он је стари школски Шалманов пријатељ. Он је лик који се током романа не развија. Он је један од приповедача и он види Хавелара као претљу трговини кафе. Дрохстопел је заинтересован само за свој профит а неправда га апсолутно не занима. Његова главна улога је да буде чиста супротност Максу Хавелару, и самим тим и читаоцу буде лакше да разуме ситуацију у роману. Дрохстопел не подноси лажи и често напомиње да га само истина занима. Његови ставови о животу, уметности и култури су банални. Дрохстопел сматра да Јаванац мора бити принуђен на рад јер ће иначе живети у сиромаштву. Дрохстопел је персонификација за типичног малограђанина у то време.

#### Ернест Штерн
О Штерну не знамо пуно. Он долази из Хамбурга, на праксу код Дрохстопела. Њему Дрохстопел даје задатак да прегледа Шалманове списе и да од тога направи причу. Штерн је веома заинтересован за историју и неправду у Лебаку. Он је приповедач Хавеларових одломака у роману.

### Споредни ликови

#### Тина и Макс
Тина је жена Макса Хавелара, и њен лик је заснован на Мулатулијевој супрузи. Долази из богате породице која мисли да треба да напусти Макса Хавелара, али њој то није ни на крај памети. Писац за њу каже да је лепа, да има лавље срце и да је верна Максу Хавелару. Макс је описан као веома пристојан дечак.

#### Фербрухе
Фербрухе је конролор Лебака. Он је пристојан, срдачан, комуникативан, гостољубив и увек је спреман да помогне. Он је такође подређен Хавелару.

#### Регент
Регент, Карта Ната Негара, је пристојан и љубазан старац. Због својих дугова он је принуђен да експлоатише људе, и тера их да раде, а да за то не буду плаћени. Он је Хавеларов „непријатељ“.

## Уметнуте приче
Постоје две уметнуте приче у овом роману: Прича о јапанском зидару и прича о Саиђи и Адинди.

### Прича о Јапанском каменоломцу
То је прича о једном јапанском каменоломцу који је пуно радио али мало зарађивао те је био незадовољан. Једног дана је пожелео да постане краљ, па је дошао анђео који је то и учинио. Када је постао краљ схватио је да сунце толико јако сија па је пожелео да постане сунце, и анђео му је испунио и ту жељу. Међутим, опет је постао незадовољан када је схватио облаци заклањају његове зраке те је тада пожелео да постане облак и та жеља му је била испуњена. Почео је да лије кишу на целу планету али је убрзо схватио да та киша није могла ништа да учини камену, те је пожелео да постане камен.  Када је постао камен, дошао је каменоломац који га је поломио. Тада је он пожелео да поново постане каменоломац. Када је постао каменоломац, поново је радио за мало пара али је упркос томе био врло срећан.

### Прича о Саиђи и Адинди
Ово је љубавна прича о Саиђи и Адинди који су у живели у Лебаку. Када је Саиђа имао седам година регент је дошао да узме бивола његовог оца, његов најважнији посед. Отац одлучује да купи новог бивола али им га након две године регент поново одузме. Они затим купује трећег бивола који није био тако снажан као претходни али је једном приликом спасио Саиђин живот. И овај бивол убрзо бива одузет. Саиђин отац није више имао прихода да плати камату те одлучује да побегне. Петнаестогодишњи Саиђа одлази у Батавију да нађе посао, али пре тога прави договор са Адиндом да се након протеклих 36 месеци нађу испод једног дрвета. Када је три године прошло, Саиђа се враћа у Лебак и одлази испод дрвета где по договору треба да се нађе са Адиндом. Када се Адинда не појави он одлази да нађе њену кућу али му сељаци који ту живе кажу да је Адинда недавно побегла са својом породицом. Он одлучује да се придружи побуњеницима, не би ли нашао Адинду. Недуго затим, пролазећи кроз село које је запалила холандска војска, проналази мртва тела Адиндине породице а касније и Адиндин осакаћени лељ. Саиђа одлучи да се бори против холандске војске али убрзо бива убијен.

## Мултатулијев циљ
Мултатули је напсао овај роман у знак протеста против колонијалних политика. Њега је највише погађало користољубље и незаинтересованост холандских колонијалних чиновника који се нису држали слова сопствених закона. Он је сматрао да су Јаванци жртве израбљивања и злостављања. Онај ко се томе супротстави добијао би укор од претпостављених, принуђен је да као частан човек да отказ те стога трпи глад. Холандија има користи од израбљивања Јаванаца и затвара очи пред тим и касира профит уз дужно аминовање дрохстопеловских хипокритика. Роман се завршава тако што Мултатули упућује страствену тираду лично холандском краљу. Ипак, Макс Хавелар није анти-колонијални роман. Мултатули никада није изнео свој став о колонијализму али се залагао за то да Јаванци престану да буду злостављани и да за свој раду буту поштено плаћени. Мултатули је успео да овим романом подигне свест Европљанима који су у то време живели у богатству. Ово је касније довело до нове холандске Етичке Политике којом је Холандска Колонијална Волитика покушала да се искупи за своје поступке.

## Филмска адаптација
Постоји више филмских адаптација које су рађене према овом роману. Најпознатија је из 1976. године у режији Фонса Радемакерса. Филм Макс Хавелар је био забрањен у Индонезији све до 1987. године.